# Mapenzi
Mapenzi è un album a nome The Harold Land / Blue Mitchell Quintet, pubblicato dalla Concord Jazz Records nel 1977. Il disco fu registrato il 14 aprile 1977 al Sunwest Recording Studios di Hollywood, California (Stati uniti).

## Tracce
Brani composti da Harold Land, tranne dove indicati
Lato A
1. Mapenzi – 5:15
2. Rapture – 5:08
3. Habiba – 10:19 (Kirk Lightsey)

Lato B
1. Blue Silver – 4:48 (Blue Mitchell)
2. Everything's Changed – 5:13 (Kirk Lightsey)
3. Inner Voice – 6:08
4. Tres Senderos – 5:29

## Musicisti
- Harold Land - sassofono tenore
- Blue Mitchell - tromba, flicorno
- Kirk Lightsey - pianoforte, tastiere
- Reggie Johnson - contrabbasso
- Al Tootie Heath - batteria